# Eduardo Luís
Eduardo Luís Marques Kruss Gomes (ur. 6 grudnia 1955 w Loures) – portugalski piłkarz grający na pozycji obrońcy. Uczestnik Euro 84 we Francji.

## Kariera
Eduardo Luís karierę rozpoczął w CS Marítimo. Następnie przez jeden sezon był zawodnikiem klubu SL Benfica, po czym wrócił na Maderę. W 1982 stał się zawodnikiem słynnego FC Porto, w którym występował przez 7 lat. W barwach tego klubu sięgnął po Puchar Europy. Kolejnymi klubami w jego karierze były Rio Ave i AD Ovarense. Eduardo Luís karierę zakończył w 1993 roku, w wieku 38 lat.

## Sukcesy
- Mistrzostwo Portugalii (4): 1976, 1985, 1986, 1988
- Puchar Portugalii (2): 1984, 1988
- Superpuchar Portugalii (2): 1985, 1988
- Puchar Europy (1): 1987
- Superpuchar Europy (1): 1987